# Winnetou w Dolinie Sępów
Winnetou w Dolinie Sępów (niem. Unter Geiern, serb.-chorw. Među jastrebovima, franc. Parmi les vautours, wł. Là dove scende il sole) – zachodnioniemiecko-jugosłowiańsko-francusko-włoski film przygodowy w reżyserii Alfreda Vohrera z 1964 roku. Film inspirowany był indiańskimi powieściami Karla Maya. 

## Fabuła
Farma Baumannów zostaje napadnięta przez bandę Sępów. Plądrując farmę, bandyci zabijają panią Baumann i kradną wszystko, co cenne. Winnetou, Baumann i jego syn Martin przybywają za późno i nie udaje im się dopaść złoczyńców. Niebawem na farmie wizytę składa przyjaciel rodziny, Old Surehand, który razem z Winnetou próbuje odszukać mordercę.

## Obsada
- Stewart Granger – Old Surehand
- Heinz Engelmann – Old Surehand (głos)
- Pierre Brice – Winnetou
- Thomas Eckelmann – Winnetou (głos)
- Götz George – Martin Baumann
- Elke Sommer – Annie
- Margot Leonard – Annie (głos)
- Sieghardt Rupp – Preston
- Miha Baloh – Weller
- Claus Holm – Weller (głos)
- Milan Srdoč – Stary Wabble
- Hugo Schrader – Stary Wabble (głos)
- Walter Barnes – Baumann Sr.
- Arnold Marquis – Baumann Sr. (głos)
- Renato Baldini – sędzia Leader
- Siegfried Schürenberg – sędzia Leader (głos)
- Terence Hill – Baker Jr.
- Joachim Pukaß – Baker Jr. (głos)
- Gojko Mitić – Wokadeh
- Michael Chevalier – Wokadeh (głos)
- Louis Velle – Gordon
- Lothar Blumhagen – Gordon (głos)
- Stole Aranđelović – Milton
- Ilija Ivezić – Jackie
- Mirko Boman – Davy
- Davor Antolić – Rod
- Mirko Kraljev – Bill
- Boris Dvornik – Fred
- Voja Mirić – Stewart
- Dunja Rajter – Betsy
- Vladimir Medar – Baker Sr.
- Šimun Jagarinec – Szoszon
- Djordje Nenadović – Miller
- Dusan Bulajić – Bloomfield
- Vladimir Bacic – Jemmy
- Dragomir Bojanić – Jo
- Milan Micić – Jimmy
- Joza Seb – Knecht Bob
- Marinko Cosić – osadnik
- Gordana Cosic – siostra Wokadeha

## Wersja polska[2]
Opracowanie i udźwiękowienie wersji polskiej: Studio Opracowań Filmów w Warszawie

Reżyseria: Jerzy Twardowski

Udział wzięli:
- Jerzy Kamas – Old Surehand
- Jerzy Molga – Winnetou
- Janusz Bukowski – Martin Baumann
- Joanna Jedlewska – Annie
- Zdzisław Salaburski – Preston
- Cezary Julski – Weller
- Krystian Tomczyk – Stary Wabble
- Jerzy Tkaczyk – Baumann Sr.
- Leon Pietraszkiewicz – sędzia Leader
- Tomasz Zaliwski – Wokadeh

## Premiera
W Polsce był wyświetlany w maju 1970.